# Frământările din Kosovo
Frământările din Kosovo, este o denumire folosită pentru a descrie revoltele dintre etnicii albanezi și sârbi din Kosovo.
După sfârșitul Războiului din Kosovo, s-au produs două astfel de evenimente:
- Frământările din Kosovo 2004 - o serie de revolte anti-sârbe provocate de albanezi după ce trei copii albanezi au fost înecați de sârbii din Kosovo(după surse albaneze);
- Frământările din Kosovo 2008 - o serie de revolte anti-albaneze provocate de sârbii din Kosovo, după ce liderii din Kosovo, au declarat unilateral independența față de Serbia.